# Santa Maria da Feira, Travanca, Sanfins e Espargo
Santa Maria da Feira, Travanca, Sanfins e Espargo (oficialmente: União das Freguesias de Santa Maria da Feira, Travanca, Sanfins e Espargo) é uma freguesia portuguesa do município de Santa Maria da Feira, com 23,36 km² de área e 19 788 habitantes (censo de 2021). A sua densidade populacional é 847,1 hab./km².
É uma das poucas freguesias portuguesas territorialmente descontínuas, situação decorrente da descontinuidade territorial que já se verificava na antiga freguesia de Travanca e que não foi resolvida com a reorganização administrativa. O território da freguesia criada em 2013 divide-se em duas partes de extensão muito diferente: um núcleo principal (concentrando 99% do território da freguesia), onde se situa a totalidade do território das antigas freguesias da Feira, Sanfins e Espargo e a quase totalidade do da antiga freguesia de Travanca, e um exclave a sudeste, parte do lugar de Macieira, que constitui um enclave no interior do território da União das Freguesias de São Miguel do Souto e Mosteirô.

## História
Foi criada aquando da reorganização administrativa de 2012/2013, resultando da agregação das antigas freguesias de Feira, Travanca, Sanfins e Espargo:

## Demografia
A população registada nos censos foi:

Antigas freguesias que deram origem à União das Freguesias de Santa Maria da Feira, Travanca, Sanfins e Espargo (Santa Maria da Feira).

| Distribuição da População por Grupos Etários | Distribuição da População por Grupos Etários | Distribuição da População por Grupos Etários | Distribuição da População por Grupos Etários | Distribuição da População por Grupos Etários | Distribuição da População por Grupos Etários |
| -------------------------------------------- | -------------------------------------------- | -------------------------------------------- | -------------------------------------------- | -------------------------------------------- | -------------------------------------------- |
| Antes da agregação                           |                                              |                                              |                                              |                                              |                                              |
| Ano                                          | 0-14 anos                                    | 15-24 anos                                   | 25-64 anos                                   | >= 65 anos                                   | Total                                        |
| 2001                                         | 3154                                         | 2414                                         | 9368                                         | 1584                                         | 16520                                        |
| 2011                                         | 3004                                         | 2097                                         | 10738                                        | 2355                                         | 18194                                        |
| Após a agregação                             |                                              |                                              |                                              |                                              |                                              |
| Ano                                          | 0-14 anos                                    | 15-24 anos                                   | 25-64 anos                                   | >= 65 anos                                   | Total                                        |
| 2021                                         | 2925                                         | 2109                                         | 11283                                        | 3471                                         | 19788                                        |